# Cyphella discoidea
Cyphella discoidea är en svampart som beskrevs av Cooke 1883. Cyphella discoidea ingår i släktet Cyphella och familjen Cyphellaceae.   Inga underarter finns listade i Catalogue of Life.